# Andrzej Sidło
Andrzej Sidło – polski gitarzysta, członek Budki Suflera w latach 1982–1984.

## Życiorys
Ukończył szkołę muzyczną w Katowicach. Razem z Romualdem Czystawem grał w zespole Familia. W 1982 Czystaw ściągnął go do Budki Suflera, w której zastąpił Jana Borysewicza. Razem z zespołem zarejestrował materiał na dwa albumy z 1984: 1974–1984 i Czas czekania, czas olśnienia wydane przez Polton, z których pochodzą takie przeboje z jego udziałem jak „Jolka, Jolka pamiętasz” czy „Noc komety”. Jako muzyk Budki Suflera wziął również udział w nagraniu dwóch albumów Urszuli pt. Urszula z 1983 z przebojami „Dmuchawce, latawce, wiatr” i „Luz-blues, w niebie same dziury” oraz albumu Malinowy król z 1984. W 1984 wyjechał na stałe do Niemiec i osiadł w Stuttgarcie. W Niemczech założył i prowadzi szkołę muzyczną. 